# Адлер, Бруно Фридрихович
Бруно Фридрихович Адлер (1874—1942) ― российский и советский географ, этнограф, археолог, антрополог, музеевед, педагог, профессор.

## Биография
Родился 26 октября 1874 года[по какому календарю?] в Воронеже, где в 1893 году окончил гимназию.
В 1899 году окончил естественное отделение физико-математического факультета Московского университета и был отправлен для усовершенствования знаний в Лейпцигский университет, занимался у Ф. Ратцеля. Там работал в местном этнографическом музее — ассистентом по отделу сибирской этнографии; посещал и изучал работу других музеев Западной Европы. В 1901 году вернулся в Россию.
Работал в Этнографическом музее им. Петра I при Императорской Академии наук на должности младшего хранителя музея. Принял участие в подготовке международной научно-промышленной выставки «Детский мир» (1903—1904) и возглавлял (вместе с В. В. Радловым) ее этнографический отдел.
В 1906—1910 годах преподавал антропологию в петербургском Женском педагогическом институте. Был в это время также руководителем Географического бюро при педагогическом музее военно-учебных заведений в Петербурге.
В 1910—1911 годах работал в Этнографическом отделе Русского музея им. Александра III. В 1910 году по поручению музея посетил основные музейные центры Сибири и Дальнего Востока. В мае 1911 года защитил диссертацию на соискание ученой степени магистра географии «Карты первобытных народов» и в том же году был избран на должность экстраординарного профессора, заведующим кафедрой географии, этнографии и антропологии Казанского университета; 23 октября 1911 года избран действительным членом Общества археологии, истории и этнографии при Казанском университете, с 1918 года — его председатель. В 1914 году принял активное участие в организации Музея археологии и этнографии при Казанском университете и возглавил его.
В 1917 году стал деканом этнографического факультета Северно-Восточного археологического и этнографического института. В 1919 году возглавил Казанский городской музей; в 1920 году организовал издание первого в стране музееведческого журнала «Казанский музейный вестник».
В 1922 году окончательно покинул Казань, уехав в Москву. После его отъезда этнография в Казанском университете прекратила свое существование и как специализация, и как наука. Был отправлен в Германию для знакомства с состоянием и методами музейной работы. В 1923—1925 годах совместно с А. Белым, М. Горьким, В. Ходасевичем и профессором Ф. Брауном издавал в Берлине журнал «Беседа», ставившим целью информировать Россию о состоянии литературы и науки в Европе и Америке, но так и не допущенный в СССР. По возвращении в Москву был сначала доцентом, потом профессором 1-го МГУ, где руководил этнографической секцией Общества изучения Урала, Сибири и Дальнего Востока. Был профессором Ярославского педагогического института, профессором географии и антропологии Антропологического института.
Принимал участие в подготовке первого издания Большой Советской Энциклопедии, где редактировал статьи по антропологии и этнографии. Среди его учеников были будущие профессора Сергей Теплоухов, И. А. Лопатин, Н. И. Воробьев, С. Н. Лаптев и др.
На I Всероссийском музейном съезде в декабре 1930 года был подвергнут жестокой критике за статью «О современном состоянии науки о человеке в СССР», опубликованную в немецком журнале. А 7 декабря 1933 года был арестован по обвинению в организации контрреволюционной группы и отправлен на пять лет в ссылку в Салехард. Затем был снова арестован — 14 июля 1938 года — по 58-й статье (контрреволюционная деятельность), приговорён к 7 годам ИТЛ. Затем снова, 26 февраля 1942 года был судим за участие в антисоветской повстанческой организации — за то, что не донёс на участников контрреволюционной группы и по решению Особого совещания при НКВД расстрелян 18 марта 1942 года в Омске. Реабилитирован в 1990 году.

## Адреса
В Казани: Односторонка Верхне-Фёдоровской улицы, дом Селиванова..